# Logos
Logos (in greco antico: λόγος?, lógos, corrispondente al latino verbum e all'ebraico דבר davar) deriva dal greco légο (λέγω), che significa scegliere, raccontare, enumerare, parlare, pensare, e quindi è traducibile come «parola», «discorso», o «ragione».
I termini latini corrispondenti (ratio, oratio) si rifanno con il loro significato di calcolo, discorso, al senso originario della parola che successivamente ha assunto nella lingua greca molteplici significati: «stima, studio, apprezzamento, relazione, legame, proporzione, misura, ragion d'essere, causa, spiegazione, frase, enunciato, definizione, argomento, ragionamento, ragione, disegno».

Le lettere greche che compongono la parola logos.

Particolare rilievo ha assunto il termine nello stoicismo, passando infine a indicare nella letteratura giudaica (in Filone Alessandrino) e nella teologia cristiana (il Prologo al Vangelo secondo Giovanni) il significato di sapienza divina, e in quest'ultima quello di Verbo (o Parola di Dio), incarnatosi nel Cristo.

## Filosofia greca antica

### Eraclito
Da un frammento di Leucippo sembra possa attribuirsi ad Eraclito un significato del Logos come "legge universale" che regola secondo ragione e necessità tutte le cose:
(Leucippo, fr.2)
Agli uomini è stata rivelata questa legge ma essi continuano ad ignorarla anche dopo averla ascoltata. Il Logos appartiene a tutti gli uomini ma in effetti ognuno di loro si comporta secondo una sua personale phronesis, una propria saggezza. I veri saggi invece sono quelli che riconoscono in loro il Logos e ad esso s'ispirano come fanno coloro che governano la città adeguando le leggi alla razionalità universale della legge divina.
Un ulteriore significato del logos inteso come "ascolto" è nella affermazione di Eraclito di Efeso che sostiene che molti non capiscono la sua "oscura" dottrina poiché si sforzano di ascoltare lui invece che il logos.
Secondo altri interpreti del pensiero eracliteo una dottrina del logos sembra non essere nella sua filosofia. Sia Platone che Aristotele non si riferiscono mai a lui riguardo al logos: per il primo, Eraclito è colui che ha sostenuto l'incessante fluire dell'essere e di come ogni cosa sia nello stesso tempo uno e molti, mentre per Aristotele e per Teofrasto il pensiero eracliteo si fonda sul principio incorruttibile del fuoco causa di ogni cosa.

### Platone
Platone riferendosi a un sapere definito come «credenza vera associata a un logos» identifica in quest'ultimo tre diversi significati:
- è l'espressione tramite suoni linguistici del pensiero;
- è l'enumerazione delle caratteristiche di una cosa;
- è l'individuazione della "differenza" (diaphorotes) di una cosa, vale a dire di quel particolare segno che la differenzia da tutte le altre cose e la definisce nella sua realtà specifica[11].

Da questi significati ne deriva che per Platone il logos filosofico va riportato nell'ambito del discorso definitorio (il logos apophantikòs o dichiarativo, che serve a stabilire la verità o falsità di una proposizione, di cui Aristotele si occuperà nella sua Logica).

### Aristotele
Nella Retorica Aristotele identifica tre modalità artistiche di persuasione: accanto al pathos e all'ethos, anche il logos.

### Lo Stoicismo
Una vera e propria "filosofia del logos" la si ritrova invece nello Stoicismo. Cleante, richiamandosi ad Eraclito, afferma la dottrina del logos spermatikòs, la "ragione seminale", un principio vivente ed attivo (poioun) che si diffonde nella materia inerte animandola e portando alla vita i diversi enti. Il logos è presente in tutte le cose, dalle più grandi alle più piccole, dalle cose terrene sino alle stelle garantendo così l'unità razionale dell'intero cosmo:

«[il logos] attraversa tutte le cose mescolandosi al grande come ai piccoli astri luminosi».
Esiste dunque un comune sentire, ovvero una συμπάθεια (sympatheia) o "simpatia") universale, una legge naturale seguendo la quale lo stoicismo insegna a «vivere conformemente alla natura».
Dal punto di vista fisico il logos è identificato col fuoco, che contiene in sé le diverse "ragioni seminali" individuali. Alla fine dei tempi avverrà una conflagrazione che consumerà l'intero universo, in cui però si salveranno le "ragioni seminali", per garantire la generazione del nuovo mondo che sarà nuovamente arso secondo un andamento ciclico.
Il doppio significato di logos inteso come "calcolo" (ratio) e "discorso" (oratio) è mantenuto dallo stoicismo che distingue tra il "discorso interiore" (logos endiathetos, oratio concepta) la riflessione razionale e il "discorso proferito", il discorso parlato, (logos prophorikos, oratio prolata). La tradizione degli stoici dogmatici era solita contrapporre il discorso interiore, esclusivo dell'essere umano, al discorso proferito, proprio anche di altre specie animali non razionali, quali corvi, i pappagalli e le gazze che erano capaci di emettere suoni articolati.
La distinzione fu ripresa dal Cristianesimo: il logos endiathetos era quello interiore nel seno del Padre, preesistente alla creazione fin dall'eternità; il logos prophorikos è quello esterno, proferito da Dio Figlio per creare l'universo.

### Neoplatonismo
Plotino riprenderà la teoria stoica delle ragioni seminali che sono presenti nell'anima del mondo, ne spiegano i movimenti e fanno in modo che gli individui siano diversi tra loro.

### Nel giudaismo alessandrino
Il giudaismo alessandrino, con Filone Alessandrino come esponente, riprende il logos della tradizione stoica incorporandolo nella sua teologia e connettendolo al tema biblico della "parola di Dio", acquisendo la fisionomia di un agente quasi personale, cosciente, della volontà creatrice e provvidente di Dio; la Parola a cui si unisce o sostituisce, con valore di sinonimo, la Sapienza. Per Filone, che si rifà anche al Timeo di Platone, Dio è trascendente rispetto al mondo, e a far da mediatore tra il primo e il secondo è proprio il Logos, fonte degli archetipi sulla cui base il mondo viene modellato, costituendo da cornice e, in un certo senso, da sintesi a tutte le realtà intermedie: le Idee, la Sapienza, gli angeli, lo Spirito e le potenze; il Logos, infatti è lo strumento con il quale Dio ha fatto tutte le cose ed è la Luce divina offerta agli uomini. Nella dottrina di Filone si riconoscono temi e concetti che poi torneranno nel Cristianesimo.

## Nel Cristianesimo
e il Logos era presso Dio

e Dio era il Logos

Questi era in principio presso Dio.
Tutto è venuto ad essere
per mezzo di Lui,

e senza di Lui
nulla è venuto ad essere
di ciò che esiste.
In Lui era la vita
e la vita era la luce degli uomini

e questa luce splende ancora nelle tenebre

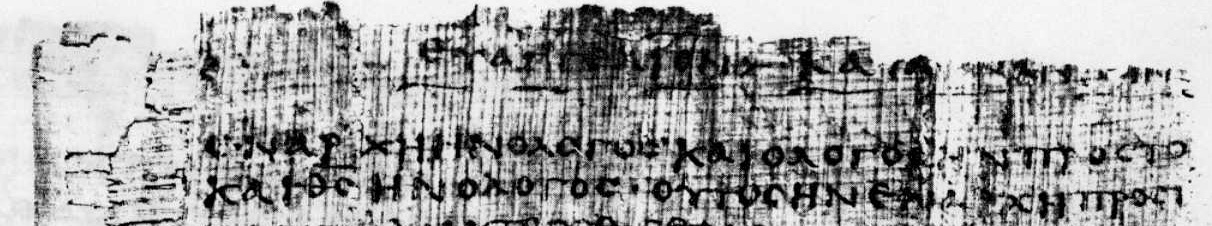
Il famoso "Prologo" giovanneo o "Inno al Logos" nei reperti risalenti all'anno 200 del Papiro 66 detto anche Papiro Bodmer II attualmente conservato a Ginevra

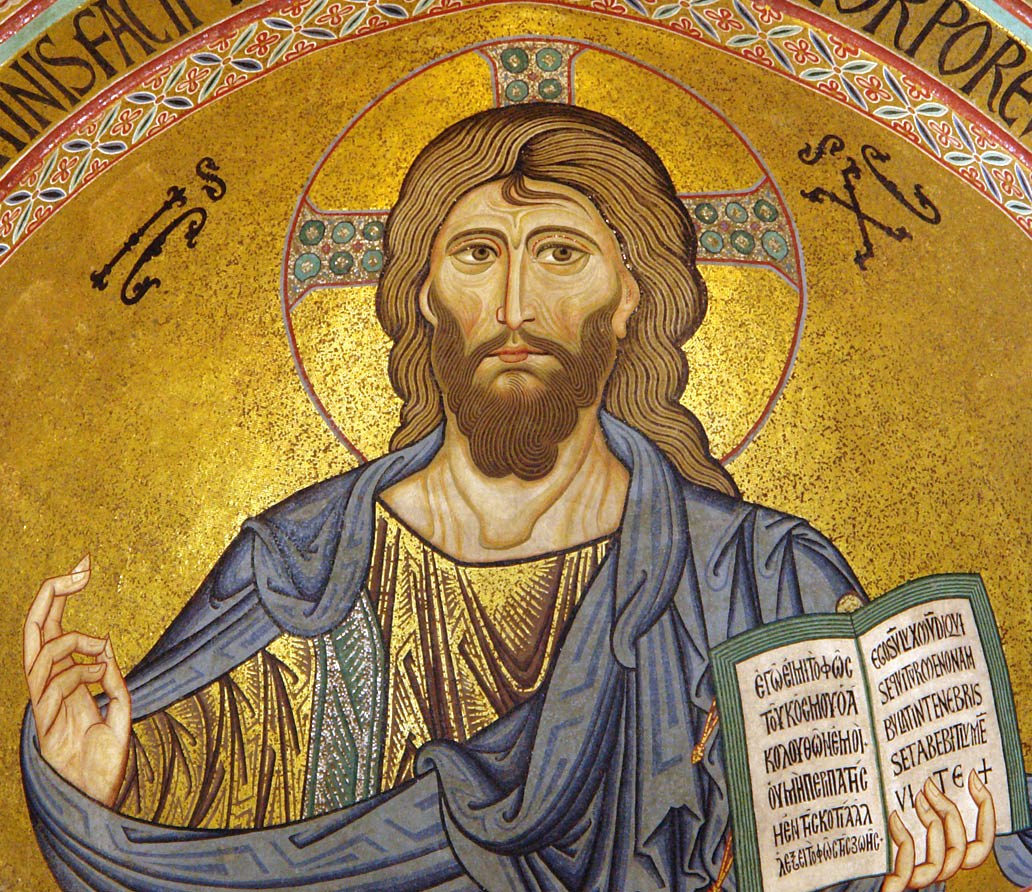
Il Logos fatto Persona

Nel Cristianesimo il Logos compare all'inizio del Vangelo di Giovanni, dov'è coincidente con Dio creatore e poi storicamente incarnato in Cristo e quindi negli uomini venendo ad «abitare in mezzo a noi». 
Gli spunti del Vangelo di Giovanni trovano in seguito una loro conclusione nella definizione dei due dogmi, quello della trinità e dell'incarnazione di Dio, formulati nel Concilio di Nicea.
Il termine "logos" in ambito cristiano è reso in italiano come "Verbo", riprendendo con un calco il latino "verbum" o con "Parola".
Alcuni studiosi della Bibbia ritengono che Giovanni abbia usato il termine "logos" in una doppia accezione: sia per rendere comprensibile agli ambienti ebraici, familiari, il concetto della divina sapienza, sia per rimanere connesso con gli ambienti della filosofia ellenistica, dove il "logos" era un concetto filosofico radicato da tempo.
Alcune traduzioni cinesi del Vangelo di Giovanni hanno definito il termine logos come "Tao" che è uno dei principali concetti della filosofia cinese, spesso tradotto come il Principio (letteralmente la Via o il Sentiero): è l'eterna, essenziale e fondamentale forza che scorre attraverso tutta la sostanza dell'Universo, vivente o meno.
Il filosofo e teologo calvinista statunitense Gordon Clark, nella sua traduzione della Bibbia, ha reso "logos" con "logica": «In principio era la Logica, e la Logica era presso Dio, e la Logica era Dio». In tal modo Clark vuole affermare che le leggi della logica non sono un principio secolare imposto sulla visione cristiana del mondo, ma qualcosa già presente nella Bibbia.
Sant'Agostino insegnava che il Logos è prima di tutto relazione: «Come il Figlio dice relazione al Padre, così il Verbo dice relazione a colui di cui è il Verbo». Il concetto di Logos come relazione è stato ripreso da altri, fra cui il teologo contemporaneo Vito Mancuso (1962) o lo storico della filosofia Giangiorgio Pasqualotto.

## Filosofia moderna
Nella filosofia moderna, Goethe rilesse il significato delle prime parole del prologo di Giovanni come il Principio della realtà in Atto, facendole tradurre al protagonista del Faust: non propriamente come «parola», né «pensiero», né «forza», bensì l'«Azione» nel suo farsi dinamico.
Il termine fu quindi ripreso da Hegel che concepiva il Logos nel senso già indicato da Eraclito, ma estendendone la portata nella dimensione globale e totalizzante del panlogismo (espressione derivante dal greco pan, «tutto» +  logos, quindi «ragione assoluta»).

### Parlare e udire
Secondo Martin Heidegger nella lingua greca antica i verbi parlare, dire, raccontare si riferivano non solo al sostantivo corrispondente logos ma anche al verbo leghein che significava anche conservare, raccogliere, accogliere ciò che viene detto e quindi ascoltare.
Nello sviluppo della cultura occidentale, a suo parere, il valore del pensare e del dire ha prevalso su quello dell'ascoltare mentre l'udire e il dire, come si riproponeva nel dialogo socratico, sono entrambi essenziali «L'udire autentico appartiene al logos. Perciò questo udire stesso è un leghein. In quanto tale, l'udire autentico dei mortali è in un certo senso lo stesso logos».
Lo stesso Heidegger ha individuato il significato di raccolta, nel termine derivato da logos: silloge riportandolo all'interpretazione del logos eracliteo.

### Altri usi
Nella filosofia contemporanea spesso il termine "logos" è adoperato in senso generico opponendolo al termine mythos. In questa opposizione il mythos corrisponde al pensiero mitico, basato sulle immagini, sull'autorità della tradizione arcaica, su princìpi accettati e condivisi acriticamente, mentre il logos corrisponde al pensiero critico, razionale e oggettivo, in grado di sottoporre al suo vaglio credenze e pregiudizi.

## Uso come suffisso
Il termine logos compare come etimo di -logia, suffisso di moltissime parole le quali indicano generalmente discipline e campi specifici di studio, come ad es. teologia, biologia, epistemologia, virologia, ecc. In questo senso il termine può essere tradotto con "discorso razionale su..." o "ciò che si può asserire di ragionevole su..." (per replicare i quattro esempi succitati, le discipline indicano ciò che è riconosciuto come discorso ragionevole rispettivamente su Dio, il vivente, la conoscenza e i virus). Etimologicamente quindi, le discipline stanno per il totale delle affermazioni riconosciute come razionali (e quindi argomentabili secondo ragione) sul singolo campo studiato (specificato nel prefisso).

## Concetti similari
Al di fuori del pensiero europeo è possibile rintracciare, con le dovute cautele, termini e concetti che è possibile accostare con diversi gradi di similarità, al logos: il Tao ed il li nel pensiero cinese, il Ṛta in quello indiano, e il dharma in quello buddhista.